# Шевчук Сергій Іванович

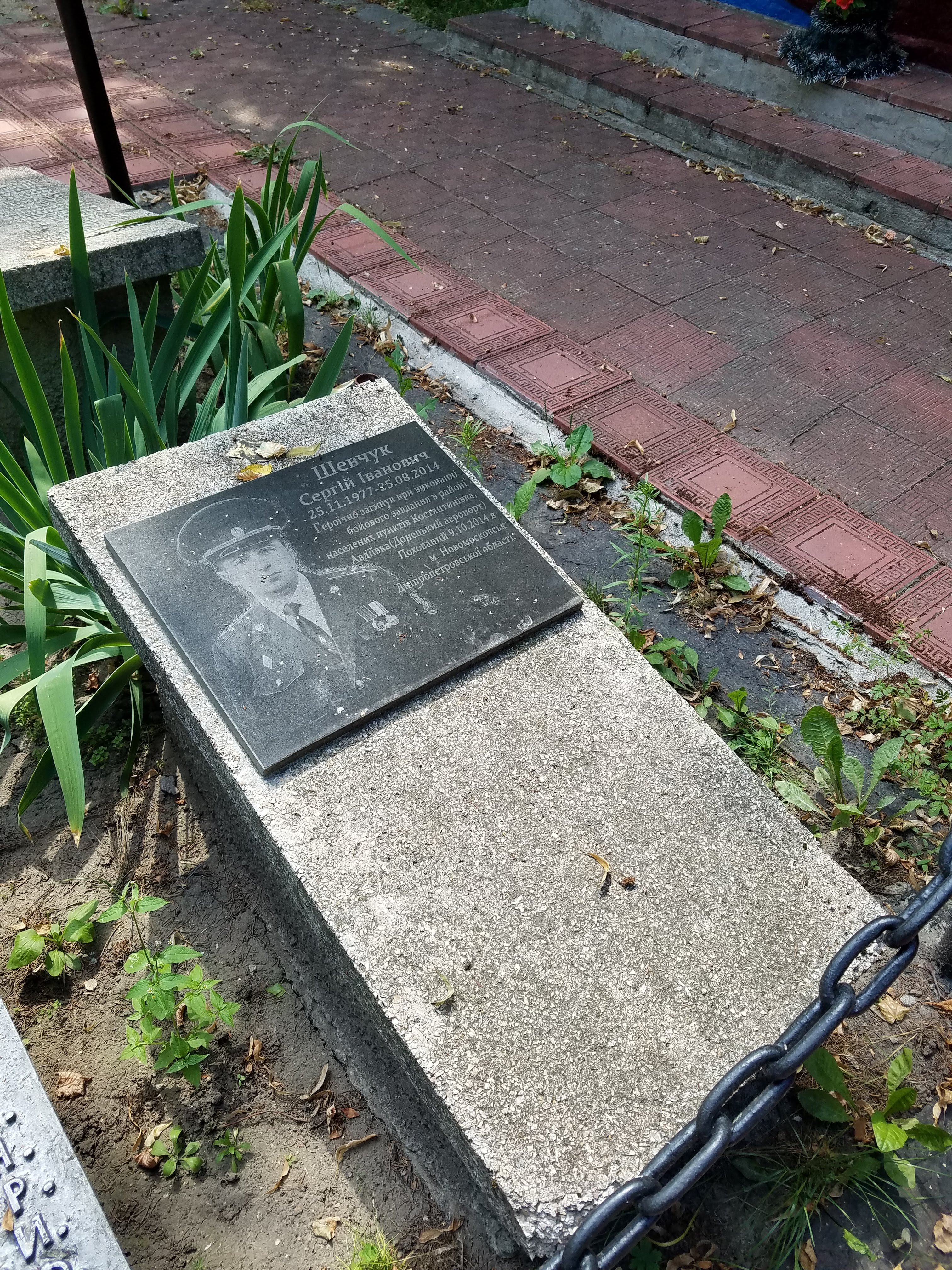
Пам'ятна дошка біля школи, в якій навчався Сергій Шевчук

Сергі́й Іва́нович Шевчу́к (1977—2014) — капітан (майор посмертно) Збройних сил України, учасник російсько-української війни.

## Короткий життєпис
Народився 1977 року у Росоші Вінницької області, закінчив росошанську школу. Військову освіту здобув у Київському військовому інституті управління і зв'язку. За розподілом потрапив у Новомосковськ, де дослужився до посади Начальника радіоцентру 93-ї окремої механізованої бригади. У зоні АТО, можливо, був прикомандирований до 51-ї бригади.
Останній раз виходив на зв'язок з дружиною 25 серпня 2014 року. Загинув під час виконання бойового завдання в районі населених пунктів Авдіївка та Костянтинівка. Перша звістка про загибель надійшла від місцевого жителя, що знайшов скривавлену куртку з мобільним телефоном Сергія та повідомив про це дружину.
Перебував у списках зниклих безвісти до офіційних результатів експертизи ДНК в грудні 2014 року. Спочатку похований як невідомий захисник на Краснопольскому кладовищі м. Дніпропетровськ у вересні, перепохований 9 жовтня 2014 року в місті Новомосковськ.
Без Сергія залишились батьки, дружина Олександра та двоє дітей — донька та син.

## Нагороди та вшанування
За особисту мужність і героїзм, виявлені у захисті державного суверенітету та територіальної цілісності України, вірність військовій присязі під час російсько-української війни, відзначений — нагороджений
- 27 червня 2015 року — орденом Богдана Хмельницького III ступеня (посмертно).[1]
- 2 жовтня 2015 в Росоші біля Меморіалу Слави загиблим воїнам відкрито меморіальну дошку Сергію Шевчуку[2]
- 12 жовтня 2016 на території Київського військового інституту управління та зв'язку відкрито пам'ятну дошку загиблих випускників зі згадкою Сергія Шевчука.
- 1 червня 2017 в Росоші на школі відкрито меморіальну дошку Сергію Шевчуку[3]
- Його портрет розміщений на меморіалі «Стіна пам'яті полеглих за Україну» в Києві: секція 3, ряд 1, місце 20
- Вшановується 29 серпня на щоденному ранковому церемоніалі вшанування українських захисників, які загинули цього дня у різні роки внаслідок російської збройної агресії[4]

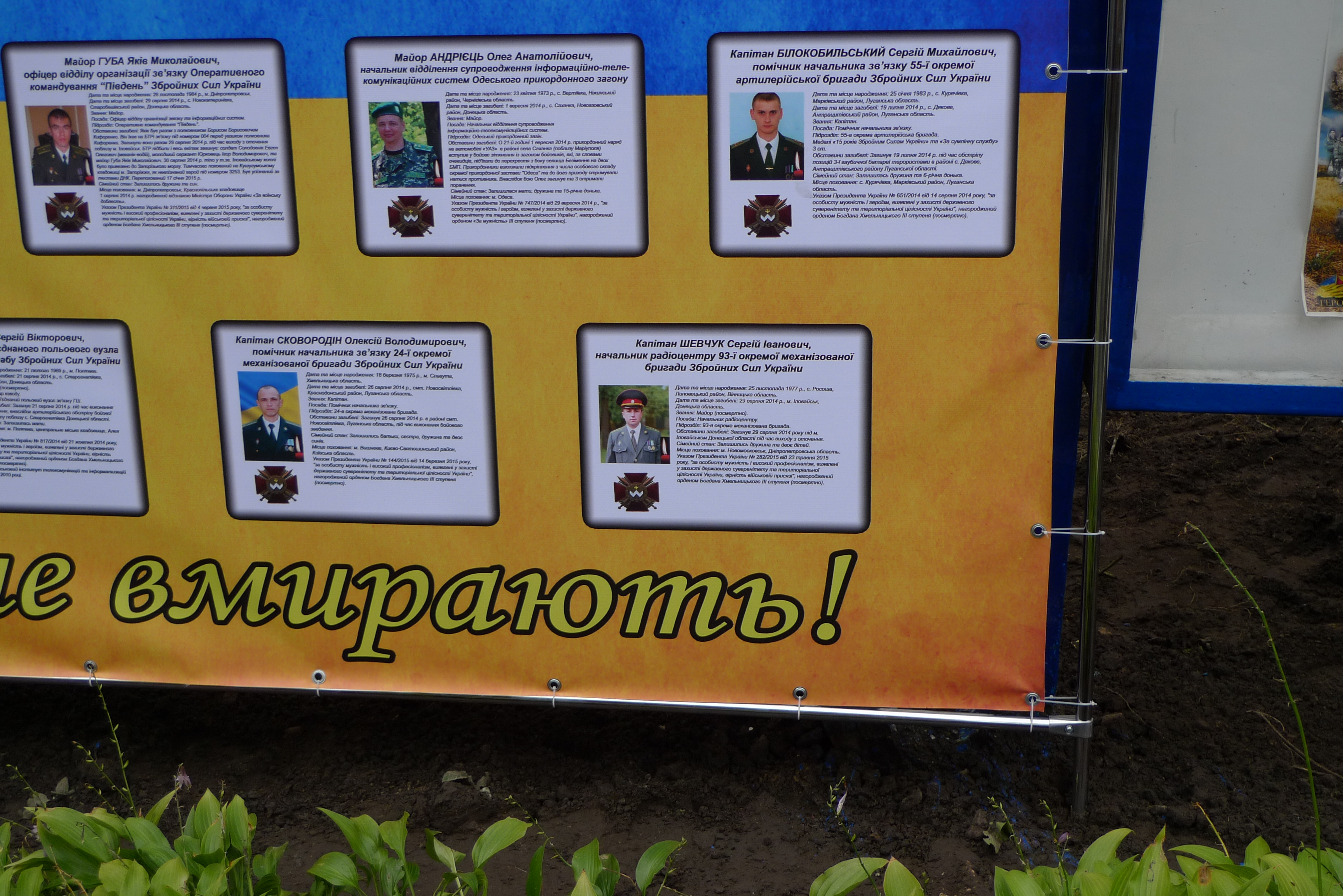
Фрагмент пам'ятної дошки з військового інституту